# Eurata descintes
Eurata descintes är en fjärilsart som beskrevs av Dyar. Eurata descintes ingår i släktet Eurata och familjen björnspinnare. Inga underarter finns listade i Catalogue of Life.